# Ruellia hygrophila
Ruellia hygrophila là một loài thực vật có hoa trong họ Ô rô. Loài này được Mart. miêu tả khoa học đầu tiên năm 1841.